# 波多野義定
波多野 義定（はだの よしさだ）は、平安時代末期の武士。

## 生涯
相模国余綾郡波多野荘を名字の地とする波多野氏の一門で、伊勢国に所領を持った波多野義元の子。治承3年（1179年）高倉天皇の蔵人となる。
伊豆国で反平氏政権の兵を挙げた源頼朝に呼応し、治承5年（1181年）伯父の忠綱とともに、熊野海賊菜切攻めで敗走した平氏家人の伊豆江四郎と度会郡宇治で戦い、江四郎の子らを討ち取った。元暦元年（1184年）大井実春・山内首藤経俊や大内惟義の家人らとともに伊勢羽取山で源義広と戦ってこれを討った。
平家滅亡後の文治元年（1185年）鎌倉の勝長寿院落成供養に随兵として列参。このころには相模へ居を移して伊勢の本領には眼代を置いたが、文治3年（1187年）義定の眼代が斎宮寮領の多気郡櫛田郷を押領していることが発覚。当時斎宮潔子内親王の群行が控えていたことから、朝廷との軋轢を回避するために義定の新恩地は没収されてしまった。